# ガエルコ
ガエルコ（Gaelco, S.A.）は、スペインのアミューズメント会社。かつてはテレビゲーム及びアーケードゲームの制作で知られており、1990年代にワールドラリーなどいくつかのゲームが日本で輸入販売されている。
現在はゲームから撤退し、"Gaelco Darts"の名で電子ダーツマシンを制作している。

## 作品リスト

### アーケード
- Alligator Hunt (1994)
- ATV Track [a.k.a. ATV TRACK Quads on Amazon] (2002)
- ガンガバチョ（英語版） Bang!(1998)
- Big Karnak (1991)
- en:Biomechanical Toy (1995: 開発はZeus Software)
- Football Power (2000)
- Gaelco Football (2002)
- Glass (1993)
- Maniac Square (1992年に試作版公開、1996年に発売)
- Masterboy (1991)
- ラジカルバイカーズ（英語版）  (1998)
- Ring Riders (2004)
- Rolling Extreme [a.k.a. ROLLing eX.tre.me (Street Luge)] (1999)
- en:Smashing Drive (2000)
- Snow Board Championship (1996)
- Speed Up (1996)
- Splash! [a.k.a. Painted Lady] (1992)
- スカッシュ (ゲーム)（英語版） (1992)
- Surf Planet (1997)
- Target Hits (1994)
- TH Strikes Back [a.k.a. Thunder Hoop 2] (1994)
- Thunder Hoop (1992)
- Tokyo Cop [a.k.a. TOKYO COP Special Police Reinforcement] (2003)
- Touch and Go (1995)
- Tuning Race [a.k.a. Gaelco Championship TUNING RACE] (2004)
- ワールドラリー（英語版） (1993)
- World Rally 2: Twin Racing (1995)
- Xor World (1990: 試作版のみ)

### コンシューマ
- ラジカルバイカーズ（英語版） (1998: PlayStation)
- en:Smashing Drive (2002: ニンテンドー ゲームキューブ & Xbox, 2004/2005: ゲームボーイアドバンス)